# سیارک ۲۵۲۷۶
سیارک ۲۵۲۷۶ (به انگلیسی: 25276 Dimai، نامگذاری:1998VJ33) بیست و پنج هزار و دویست و هفتاد و ششمین سیارک کشف شده‌است که در ۱۵ نوامبر ۱۹۹۸ کشف شد.
قدر مطلق سیارک برابر ۱۷.۸ است.